# Hercules (phim 1997)
Hercules là bộ phim hoạt hình thứ 35 của hãng hoạt hình Walt Disney vào năm 1997, do Ron Clements và John Musker đạo diễn. Bộ phim được làm dựa trên thần thoại Hy Lạp về vị anh hùng Heracles, con trai của thần Zeus. Phần tiếp theo của bộ phim, Hercules: Zero to Hero, đã được sản xuất để phát hành dưới dạng video năm 1998.

## Nội dung
Bộ phim bắt đầu với năm Muses kể câu chuyện về cách Zeus lên nắm quyền và ngăn cản những người khổng lồ khổng lồ từ việc thống trị thế giới bằng cách bỏ tù họ dưới đáy biển. Điều này dẫn đến một ngày khi Hercules, con trai của Zeus và Hera, được sinh ra. Các vị thần Hy Lạp đều đến chúc mừng; tất cả nhưng Hades, người đã biết được từ các nữ thần số mệnh mà Hercules sẽ một ngày có thể theo bước chân của cha mình, và ngăn chặn Hades thống trị thế giới. Hades sợ hãi này và ông ra lệnh cho hai thuộc hạ của ông Cry và Panic (hai sinh vật nhỏ gợi nhớ của Ares con trai thần thoại, Deimos (oai) và Phobos (sợ hãi)), bắt cóc Hercules và cho cậu bé uống một lọ thuốc mà loại bỏ sự bất tử. Khi họ cố gắng để làm điều này, họ đã bị cắt ngang bởi một cặp vợ chồng người Hy Lạp. Cậu đã trở thành một người trần nhưng cậu vẫn còn sức mạnh siêu nhiên vì chưa uống giọt thuốc cuối cùng. Hercules được cặp vợ chồng Hy Lạp nhận nuôi trong khi Zeus và Hera cố gắng để tìm con trai của mình bằng mọi giá nhưng được.
Hercules lớn lên thành một thiếu niên vụng về do sức mạnh đáng kinh ngạc của mình và bị mọi người ghét bỏ. Cha mẹ nuôi của mình cho một ngày Hercules mà ông tặng cho họ bởi các vị thần, và để tìm ra người cha thực sự , anh phải đi gặp Zeus. Trong đền Zeus nói rằng Hercules là con trai của ông, nhưng ông phải chứng minh ông là một người anh hùng thực sự trước khi có thể tham gia các vị thần của Olympus. Cùng với con ngựa bay của mình, Pegasus và Hercules đi đến Philoctetes, một thần rừng không may có biệt danh là "Phil" đã thất bại trong việc giáo dục các anh hùng. Hercules thuyết phục Phil để đào tạo anh ta là nỗ lực cuối cùng của mình. Sau nhiều năm đào tạo với Phill, Hercules đã giải cứu người phụ nữ tên Meg từ một nhân mã tinh nghịch. Hercules hạ được nhân mã và Meg cảm ơn anh và trở về rừng. Nó chỉ ra rằng cô là Hades tớ sau khi cô đã bán linh hồn mình cho anh ta để cứu bạn trai của cô, những người sau đó để lại cho cô. Khi Hades phát hiện ra rằng Hercules là vẫn còn sống, ông trở nên tức giận và lên kế hoạch ám sát Hercules một lần nữa.
Khi Hercules đang cố gắng để chứng minh mình là một anh hùng ở Thebes, Hades cho một quái vật chín đầu Hydra để giết anh. Sau một cuộc chiến dài, Hercules đã đánh bại Hydra bằng cách sử dụng sức mạnh của mình để tạo ra một vụ lở đất. Sau khi đánh bại Hydra, Anh đã trở thành một người anh hùng với sự nổi tiếng về sức mạnh của mình. Khi Hades nhận ra rằng kế hoạch của mình đang bị đe dọa, ông đã cho Meg để tìm ra điểm yếu của Hercules và đổi lại, ông hứa sẽ trả tự do cho cô. Hercules thất vọng khi nghe cha mình Zeus rằng anh vẫn chưa chứng minh được là một người anh hùng thật sự. Hercules dành phần thời gian còn lại trong ngày với Meg và cô bắt đầu yêu Hercules. Khi Hercules bắt tay Hades xuất hiện, và Meg nói với anh rằng cô không muốn làm ông, điều mà ông không cho phép.
Trong khi đó, Phill điểm của Meg và Hades và nhận ra sự hợp tác của họ, và cố gắng để cảnh báo Hercules về điều này, nhưng Hercules từ chối lắng nghe bởi vì ông là một cách mù quáng trong tình yêu với Meg. Fille trở nên chán nản và đi về nhà. Hades đột nhiên xuất hiện cùng với Meg, mà ông bị bắt, và ông đã làm cho một thỏa thuận với Hercules: nếu anh từ bỏ sức mạnh thiêng liêng của mình cho hai mươi bốn giờ sau, ông sẽ cho Meg miễn phí. Ông hứa sẽ giữ cô ấy không hề hấn gì. Hercules chấp nhận dödsgudens điều kiện và bây giờ khi Hades Hercules ra khỏi con đường, anh phát hành các Titans khỏi nhà tù của họ dưới biển, và sai họ để tấn công Olympus. Một titan được cử đến giết Hercules. Meg đã hy sinh thân mình để cứu anh ta và trở thành lần lượt bị trọng thương; Điều này dẫn đến thỏa thuận này bị phá vỡ, và Hercules để lấy lại sức mạnh của mình. Hercules tiết kiệm Olympus khỏi sự hủy diệt và Hades rút lui vào thế giới ngầm. Trong khi đó Meg chết vì chấn thương nghiêm trọng của mình và chủ đề của cuộc sống của cô bị cắt làm đôi bởi nữ thần của số phận.
Khi Hercules nhận ra Meg đã chết, anh đi tới địa ngục và đòi hỏi rằng Meg sẽ được hồi sinh, nhưng Hades cho thấy anh ta rằng cô đang đánh bắt ở sông Styx, một con sông đầy đủ các linh hồn người chết. Hercules cung cấp để trao đổi linh hồn mình về phía Meg, hy vọng để cứu lấy linh hồn của mình trước khi ông qua đời trong dòng sông. Hercules nhảy xuống sông và khi chủ đề của cuộc sống là về để được cắt bởi các nữ thần số mệnh, các chủ đề của cuộc sống đột nhiên vàng và không thể bị cắt. Nhờ Hercules rộng lượng tuyệt vời và sẵn sàng hy sinh mạng sống của mình cho người khác ông đã chứng tỏ mình là một anh hùng thật sự, mà phục hồi tất cả các quyền hạn thần linh của Ngài và sự bất tử của mình. Là một vị thần, ông quản lý để lấy lại linh hồn của Meg với bề mặt. Hades nhận thất bại của mình và cố gắng thuyết phục Hercules để tha cho anh ta, nhưng lời nói của ông rơi vào tai trống, Hercules đánh bại anh ta xuống dòng sông Styx. Những linh hồn khác nắm lấy Hades và kéo anh ta xuống dòng.
Hercules hồi sinh Meg và họ được triệu hồi tới Olympos, Hercules quyết định từ bỏ sự bất tử được ở bên Meg. Hercules trở về Thebes và được mọi người vinh danh là người hùng, Olympus và Zeus tạo ra một chòm sao trên bầu trời để vinh danh Hercules.

## Phân vai
| Nhân vật                 | Phân vai          |
| ------------------------ | ----------------- |
| Hercules(Lúc thanh niên) | Josh Keaton       |
| Hercules (Giọng hát)     | Roger Bart        |
| Hercules                 | Tate Donovan      |
| Megara                   | Susan Egan        |
| Philoctetes (Phil)       | Danny DeVito      |
| Hades                    | James Woods       |
| Zeus                     | Rip Torn          |
| Hera                     | Samantha Eggar    |
| Hermes                   | Paul Shaffer      |
| Pain                     | Bobcat Goldthwait |
| Panic                    | Matt Frewer       |
| Clotho                   | Amanda Plummer    |
| Lachesis                 | Carole Shelley    |
| Atropos                  | Paddi Edwards     |
| Amphitryon               | Hal Holbrook      |
| Alcmene                  | Barbara Barrie    |
| Nessus                   | Jim Cummings      |
| Người Kể Chuyện          | Charlton Heston   |
| Calliope                 | Lillias White     |
| Clio                     | Vanéese Y. Thomas |
| Melpomene                | Cheryl Freeman    |
| Terpsichore              | LaChanze          |
| Thalia                   | Roz Ryan          |

## So sánh với thần thoại
Disney đã sửa đổi rất nhiều từ câu chuyện gốc trong thần thoại Hy Lạp. Trong thần thoại, Hercules đã là một bán thần từ khi sinh ra. Hera hết sức ghen tỵ và luôn tìm cách để giết Hercules. Trong phim, Hercules là con trai của Zeus và Hera, Alcmene và Amphytrion trở thành cha mẹ nuôi của anh khi anh đã mất sức mạnh vì việc làm của Hades, nhân vật phản diện trong phim. Trong thần thoại cũng kể rằng Hercules cưới Megara và có hai người con, nhưng trong cơn điên loạn do Hera gây gia, anh đã sát hại cả gia đình. Vì điều này mà Hercules đã lập được 12 chiến công. Phần này trong thần thoại bị bỏ qua trong bộ phim, nhưng vẫn có một số kỳ tích được đưa vào và cả một số kỳ tích của những vị anh hùng Hy Lạp khác (Như chiến công tiêu diệt Medusa của Perseus)
Một vài điển tích khác cũng được đưa vào phim như: Ngựa có cánh Pegasus của Perseus; các thần số mệnh trong phim chia nhau một con mắt duy nhất như các Graeae; Philotetus là một hoàng tử và cũng chính là một anh hùng (Cũng không được biết đến dưới tên 'Phil'), và nhân mã Chiron mới là người dạy Hercules trong thần thoại.
Một điểm khác là Hercules là nhân vật duy nhất trong phim hoạt hình được lấy tên dựa trên thần thoại La Mã, ở thần thoại Hy Lạp, tên anh là Heracles.